# 그라미냐
그라미냐(이탈리아어: gramigna, 복수: gramigne 그라미녜[*])는 이탈리아의 파스타이다.
라면 면발처럼 꼬불거리는 모양의 파스타. 토마토소스에 콩을 넣어 만든 소스와 특히 잘 어울린다.